# The Magnificent Dope
That Magnificent Dope é um filme de comédia estadunidense de 1942 dirigido por Walter Lang, com Henry Fonda, Lynn Bari e Don Ameche nos papéis principais.

## Sinopse
Dwight Dawson é um empresário oportunista que vende um sistema que promete transformar aqueles que estudam sua técnica em empresários de sucesso, mas seu próprio negócio está em crise por falta de inscrições nos cursos; ele e seu sócio, Horace Hunter, estão desanimados quando a noiva de Dawson, Claire Harris, que também é publicitária, sugere que ele encontre o maior fracassado dos Estados Unidos em um concurso, e o faça ser bem sucedido.
Com um prêmio de 500 dólares, eles esperam promover o "sistema Dawson" e recebem milhares de inscrições no concurso, selecionando Thadeus Winship Page, que mora numa cidadezinha do interior e vive alugando barcos de pesca; ele então viaja para Nova York a fim de receber o prêmio com o qual pretende adquirir um carro de bombeiro para sua cidade, dando início a uma série de incidentes - inclusive amorosos com a noiva de Dawson.

## Produção
Os títulos de trabalho deste filme foram Lazy Galahad, Strictly Dynamite e The Magnificent Jerk. A Twentieth Century-Fox havia mudado o título do filme de The Magnificent Jerk para The Magnificent Stupe, devido à objeção do "Código Hays". Segundo o The Hollywood Reporter, Nunnally Johnson estava originalmente escalado para produzir o filme, bem como escrever o roteiro junto com Allan Scott, mas as suas contribuições para o filme não foram confirmadas. O estúdio esperava contar com Barton MacLane para o elenco de The Magnificent Dope, junto com Iris Adrian. As gravações foram temporariamente suspensas de 17 de março a 30 de março de 1942, depois de Henry Fonda ter quebrado o dedo em um acidente domestico. Algumas cenas foram filmadas em locações em Sherwood Forest, Califórnia. Fonda e Don Ameche estrelaram uma versão transmitida no Lux Radio Theatre em 28 de setembro de 1942.

## Elenco
- Henry Fonda ... Thadeus "Tad" Winship Page
- Lynn Bari ... Claire Harris
- Don Ameche ... Dwight Dawson
- Edward Everett Horton ... Horace Hunter
- George Barbier ... James Roger Barker